# Newerton
Newerton Martins da Silva (* 3. června 2005), známý jako Newerton, je brazilský profesionální fotbalista, který hraje na pozici levého křídelníka za ukrajinský klub FK Šachtar Doněck.

## Klubová kariéra

### Šachtar Doněck
Dne 21. července 2023 podepsal pětiletou smlouvu s ukrajinským gigantem Šachtarem Doněck.

## Statistiky

### Klubové
Platí k zápasu hranému 10. prosince 2024.
| Klub              | Sezóna            | Liga              | Liga   | Liga | Národní pohár | Národní pohár | Kontinentální | Kontinentální | Ostatní | Ostatní | Celkově | Celkově |
| Klub              | Sezóna            | Soutěž            | Zápasy | Góly | Zápasy        | Góly          | Zápasy        | Góly          | Zápasy  | Góly    | Zápasy  | Góly    |
| ----------------- | ----------------- | ----------------- | ------ | ---- | ------------- | ------------- | ------------- | ------------- | ------- | ------- | ------- | ------- |
| São Paulo         | 2023              | Série A           | 0      | 0    | 0             | 0             | 0             | 0             | 0       | 0       | 0       | 0       |
| Šachtar Doněck    | 2023/24           | Premjer-liha      | 15     | 1    | 1             | 0             | 5             | 0             | —       | —       | 21      | 1       |
| Šachtar Doněck    | 2024/25           | Premjer-liha      | 11     | 2    | 1             | 0             | 3             | 0             | —       | —       | 15      | 2       |
| Šachtar Doněck    | Celkově           | Celkově           | 26     | 3    | 2             | 0             | 8             | 0             | —       | —       | 36      | 3       |
| Celkově v kariéře | Celkově v kariéře | Celkově v kariéře | 26     | 3    | 2             | 0             | 8             | 0             | 0       | 0       | 36      | 3       |